# ハンス (シュレースヴィヒ＝ホルシュタイン＝ゾンダーブルク公)
ハンスまたはヨハン（デンマーク語:Hans den yngre；ドイツ語:Johann der Jüngere, 1545年3月25日 - 1622年10月9日）は、シュレースヴィヒ＝ホルシュタイン＝ゾンダーブルク（スナボー）公。ゾンダーブルク家の始祖。同名の叔父のハンス老公と区別するため、「若い」を意味するデン・ウングア（den yngre, 若公）の異称で呼ばれる。

## 生涯
ハンスはデンマーク王クリスチャン3世とその王妃ドロテアの三男として生まれた。1564年1月、兄のフレゼリク2世王はハンスにシュレースヴィヒ公国、ホルシュタイン公国におけるデンマーク王領の3分の1にあたる、スナボー（ゾンダーブルク）、ノアボー（ノルブルク）、エールー島、プレーンおよびアーレンスベックを譲った。
しかし1564年、シュレースヴィヒ、ホルシュタイン両公国の等族はハンスに対して忠誠を誓うのを拒否し、このためシュレースヴィヒ＝ホルシュタインの主権者は引き続きフレゼリク2世とその叔父のゴットープ公アドルフであり続けた。ハンスは自分の領国内でしか統治者として振る舞えない（つまりシュレースヴィヒ、ホルシュタイン全体の統治者を名乗れない）が、その代わり領国においては大幅な統治権を有する分有領主（Abgeteilte Herren）とされた。経済に関心の深いハンスは、重商主義的な政策を採用して西ヨーロッパに穀物を輸出し、自分の国庫を豊かにした。ハンスはフレンスブルク・フィヨルドにグリュックスブルク（リュクスボー）城を建設したほか、公爵家の居城であるスナボー城を莫大な費用を投じて改築した。
ハンスは1568年にブラウンシュヴァイク＝グルーベンハーゲン公エルンスト3世の娘エリーザベトと結婚し、1586年に死別した。そして1588年にアンハルト侯ヨアヒム・エルンストの娘アグネス・ヘートヴィヒと再婚したが、彼女とも1616年には死別した。ハンスは二度の結婚を通じて23人（11男12女）の子供をもうけた。ハンスが1622年に77歳で死んだとき、その遺産は存命中だった6人の息子のうちの5人によって分割相続された。分割相続は当時の封建領主の家系ではごく一般的な慣行だったものの、ハンスが5人の息子たちに遺産を分けたことは、シュレースヴィヒ＝ホルシュタインの分裂を防ぐために結ばれたリベ条約（1460年）の主旨を無視するものだった。ハンス以後、シュレースヴィヒ＝ホルシュタイン＝ゾンダーブルク公爵領は数多くの傍系による分割相続によって微細な小領地群へと分裂していった。

## 子女
最初の妻エリーザベトとの間には14人の子供をもうけた。
- ドロテア（1569年 - 1593年） - 1589年、レグニツァ公フリデリク4世と結婚
- クリスティアン（1570年 - 1633年） - シュレースヴィヒ＝ホルシュタイン＝ゾンダーブルク＝エーレ公
- エルンスト（1572年 - 1596年）
- アレクサンダー（1573年 - 1627年） - シュレースヴィヒ＝ホルシュタイン＝ゾンダーブルク公
- アウグスト（1574年 - 1596年）
- マリー（1575年 - 1640年） - イッツェホーの女子修道院長
- ヨハン・アドルフ（1576年 - 1624年） - シュレースヴィヒ＝ホルシュタイン＝ゾンダーブルク＝ノルブルク公
- アンナ（1577年 - 1616年） - 1601年、ポメラニア公ボギスラフ13世と結婚
- ゾフィー（1579年 - 1616年） - 1607年、ポメラニア公フィリップ2世と結婚
- エリーザベト（1580年 - 1653年） - 1615年、ポメラニア公ボギスラフ14世と結婚
- フリードリヒ（1581年 - 1658年） - 兄ヨハン・アドルフの死後、ノルブルク公爵家を継承
- マルガレーテ（1583年 - 1638年） - 1603年、ナッサウ＝ジーゲン伯ヨハン7世と結婚
- フィリップ（1584年 - 1663年） - シュレースヴィヒ＝ホルシュタイン＝ゾンダーブルク＝グリュックスブルク公
- アルブレヒト（1585年 - 1618年）

二番目の妻アグネス・ヘートヴィヒとの間に9人の子供をもうけた。
- エレオノーラ（1590年 - 1669年）
- アンナ・ザビーネ（1593年 - 1659年） - 1618年、ヴュルテンベルク＝ヴァイルティンゲン公ユリウス・フリードリヒと結婚
- ヨハン・ゲオルク（1594年 - 1613年）
- ヨアヒム・エルンスト（1595年 - 1671年） - シュレースヴィヒ＝ホルシュタイン＝ゾンダーブルク＝プレーン公
- ドロテア・ジビッレ（1597年）
- ドロテア・マリー（1599年 - 1600年）
- ベルンハルト（1601年）
- エレオノーレ・ゾフィー（1603年 - 1675年） - 1624年、アンハルト＝ベルンブルク侯クリスティアン2世と結婚
- アグネス・マグダレーネ（1604年 - 1607年）